# Valgismo tibiale
Per  valgismo tibiale  in campo medico, si intende una deformità congenita della gamba dove si osserva un piegamento della stessa verso l'interno. 

## Manifestazioni
Rientra in questa definizione ogni deformità che presenta un'angolazione di almeno un terzo della parte distale della gamba allontanandosi dalla linea sagittale mediana.

## Terapie
Il trattamento è soltanto di tipo chirurgico, si opera per correggere la deformità.